# م. آزاد
محمود مشرف آزاد تهرانی (۱۸ آذر ۱۳۱۲ – ۲۹ دی ۱۳۸۴)، شناخته شده با نام هنری م. آزاد شاعر معاصر ایرانی بود.

نشسته از چپ (ردیف اول): سیمین بهبهانی، مهدی اخوان ثالث، ابوالحسن نجفی، محمدعلی سپانلو و شهرزاد سپانلو؛ ایستاده: اسماعیل نوری‌علاء؛ نشسته از چپ (ردیف دوم): نعمت آزرم، حسن پستا، محمود مشرف آزاد تهرانی، ۱۳۵۹

## زندگی
م. آزاد در سال ۱۳۱۲ در تهران به دنیا آمد. در سال ۱۳۳۶ از دانشکده ادبیات و زبان فارسی دانشگاه تهران لیسانس گرفت و دوره دانشسرای عالی تهران را نیز گذراند. سپس ۱۰ سال به آموزگاری ادبیات فارسی پرداخت و در سال ۱۳۴۶ به استخدام کانون پرورش فکری کودکان و نوجوانان درآمد. او علاوه بر ترجمه اشعار شاعران سرزمین‌های دیگر، در زمینه زندگی‌نامه، نقد ادبی، و قصه به شعر و نثر برای کودکان کتاب چاپ کرده است. آشنایی او با شعر کلاسیک و شعر نو، و تجربه اندوزی در شعر بزرگسالان پیش از پرداختن به ادبیات کودکان سبب شد که بازآفرینی‌های ارزشمندی از شاهنامهٔ فردوسی، مثنوی معنوی مولانا، کلیله و دمنه، منطق الطیر عطار نیشابوری و نیز از ادبیات فلکلوریک ایران برای کودکان، هنگامی که مواد خواندنی برای کودکان ایرانی اندک بود، پدیدآورد. از م. آزاد، بیش از ۴۰ کتاب کودک و بیش از ۱۴ کاست، شعر و قصه برای کودکان منتشر شده است.

### درگذشت
محمود مشرف آزاد تهرانی در تاریخ ۲۹ دی ۱۳۸۴ در هفتاد و دو سالگی در تهران درگذشت.

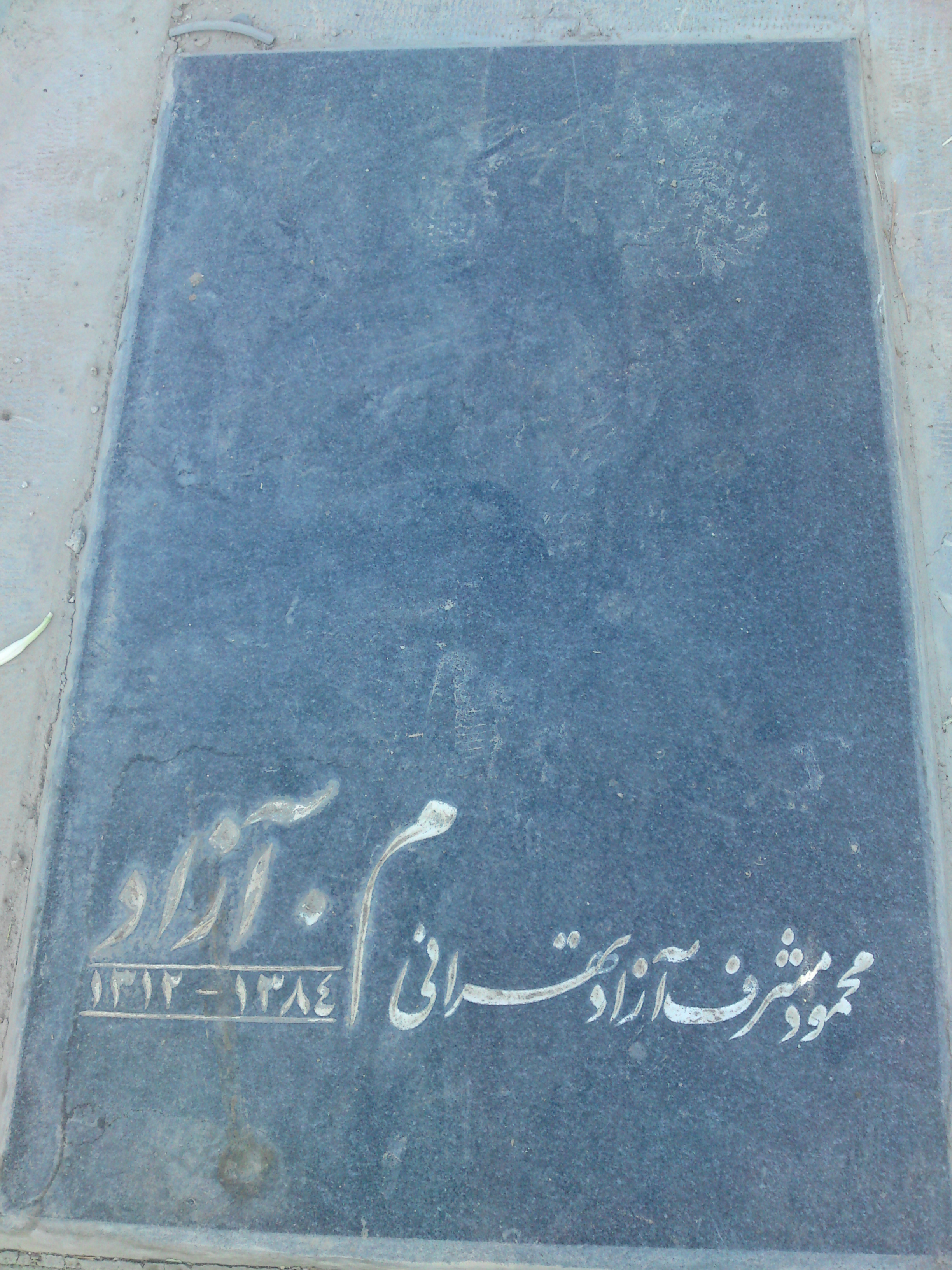
آرامگاه م. آزاد

## خانواده
حسن تهرانی برادر اوست.

## آثار
کتاب‌های شعر:
1. دیار شب (۱۳۳۴)
2. قصیدهٔ بلند باد و دیدارها، تهران: انتشارات مروارید، ۱۳۴۵
3. آئینه‌ها تهی‌ست، تهران: جوانه، ۱۳۴۶
4. با من طلوع کن، تهران: انتشارات اشرفی، ۱۳۵۲
5. گزینهٔ اشعار، تهران: انتشاران مروارید، ۱۳۷۴
6. گل باغ آشنایی (مجموعه اشعار)، تهران: نشر علم، ۱۳۷۸
7. باید عاشق شد و رفت (گزیده)، تهران: نشر ماه‌ریز، ۱۳۷۹
8. بهارزائی آهو (گزیده)، تهران: دارینوش، ۱۳۸۵
9. باید عاشق شد و خواند: زندگی و شعر م. آزاد، محمد مفتاحی، تهران: نشر ثالث، ۱۳۸۸

ترجمه و تألیف:
1. پریشادخت شعر (زندگی و شعر فروغ فرخ‌زاد)
2. شعرهای کارل سندبرگ
3. بعل زبوب (خداوندگار مگس‌ها)
4. سفرهای شگفت ادیسه
5. دن آرام (میخائیل‌الکساندروویچ شولوخوف)

### ادبیات کودکان
نزدیک به پنجاه عنوان داستان و شعر:
1. طوقی
2. عمو نوروز
3. کی از همه پر زورتره
4. لی‌لی–لی‌لی حوضک
5. شعرهایی برای کودکان
6. از شاهنامه
  1. زال و سیمرغ (۱۳۵۱)
  2. زال و رودابه (۱۳۵۲)
  3. هفت خوان رستم (۱۳۵۷)
  4. کاوه آهنگر
7. خاله سوسکه
8. خاله موندگار
9. گنجشکک اشی مشی و لک‌لک باغبون باشی
10. گزیده داستان‌های مثنوی
11. نمایشنامه‌ای منظوم برای کودکان (کاست)
12. طوطی و بازرگان
13. خاله سوسکه کجا میری؟
14. بز بز قندی
15. جم جمک برگ خزون (ترانه)
16. بچه‌ها بهار (ترانه)
17. پیره‌زن گل پیرهن
18. شهربازی

گفتگو:
- گفت‌وگو با شاعران معاصر ایران

## نامگذاری خیابان
در ۲۷ آبان ۱۳۹۹، کوچه یکم در محدوده خیابان کلاهدوز به نام م _آزاد تغییر نام یافت.